# اورونتوباتس
اورونتوباتس (به یونانی: Ὀρoντoβάτης) داماد ایرانی پیکسوداروس، ساتراپ غاصب کاریا، بود که پس از مرگش از جانب شاهنشاه ایران به جانشینی او گماشته شد.
با نزدیک شدن اسکندر (۳۳۴ پیش از میلاد)، اورونتوباتس و ممنون رودسی در هالیکارناس سنگر گرفتند. اما سرانجام، مأیوس از حفظ سنگر، شهر را به آتش کشیدند و زیر زبانه‌های آتش، شهر را ترک کرده، به کُس که پیشتر خزانه‌هایشان را بدانجا منتقل نموده بودند گریختند. اورونتوباتس افزون بر جزیرهٔ کس، کنترل قلعهٔ سالماکیس، و شهرهای موندوس، کاونوس، ترا، کالیپولیس، و تریپیوم را نیز همچنان در دست داشت. سال بعد، اسکندر در سولی کیلیکیه بود که از شکست اورونتوباتس به توسط بطلمیوس و آساندر در نبردی سهمگین باخبر شد. دور از واقعیت نیست اگر نتیجه بگیریم که شهرهای تحت کنترل اورونتوباتس، پس از مرگ وی چندان دوام نیاورده و یکی پس از دیگری سقوط کردند.
در جنگ گوگمل (۳۳۱ پیش از میلاد) افسری به نام اورونتوباتس در ارتش داریوش سوم خدمت می‌کرد و فرمانده سربازانی بود که از سواحل خلیج فارس فراخوانده شده بودند. اینکه این افسر همان ساتراپ کاریا بوده یا نه بر ما معلوم نیست. همچنین مشخص نیست که اورونتوباتس فقط شکست خورده بود یا افزون بر پذیرش شکست، کشته هم شده بود.

## ریشه نام در فارسی باستان
اورونتوباتس، یونانی شده نام ایرانی Arvantapātaʰ به معنی (*arvaⁿs) سریع + حفاظت شده (pātaʰ) است.